# Parthenopea subterranea
Parthenopea subterranea is een krabbezakjessoort uit de familie van de Peltogastridae. De wetenschappelijke naam van de soort is voor het eerst geldig gepubliceerd in 1874 door Kossmann.